# Joseph Kranzinger
Joseph Kranzinger, alternativement Krantzinger, né le 14 février 1731 à Anzing près de Mattsee, archevêché de Salzbourg et mort le 27 mars 1775 à Versailles:4), est un peintre portraitiste autrichien. 

## Biographie

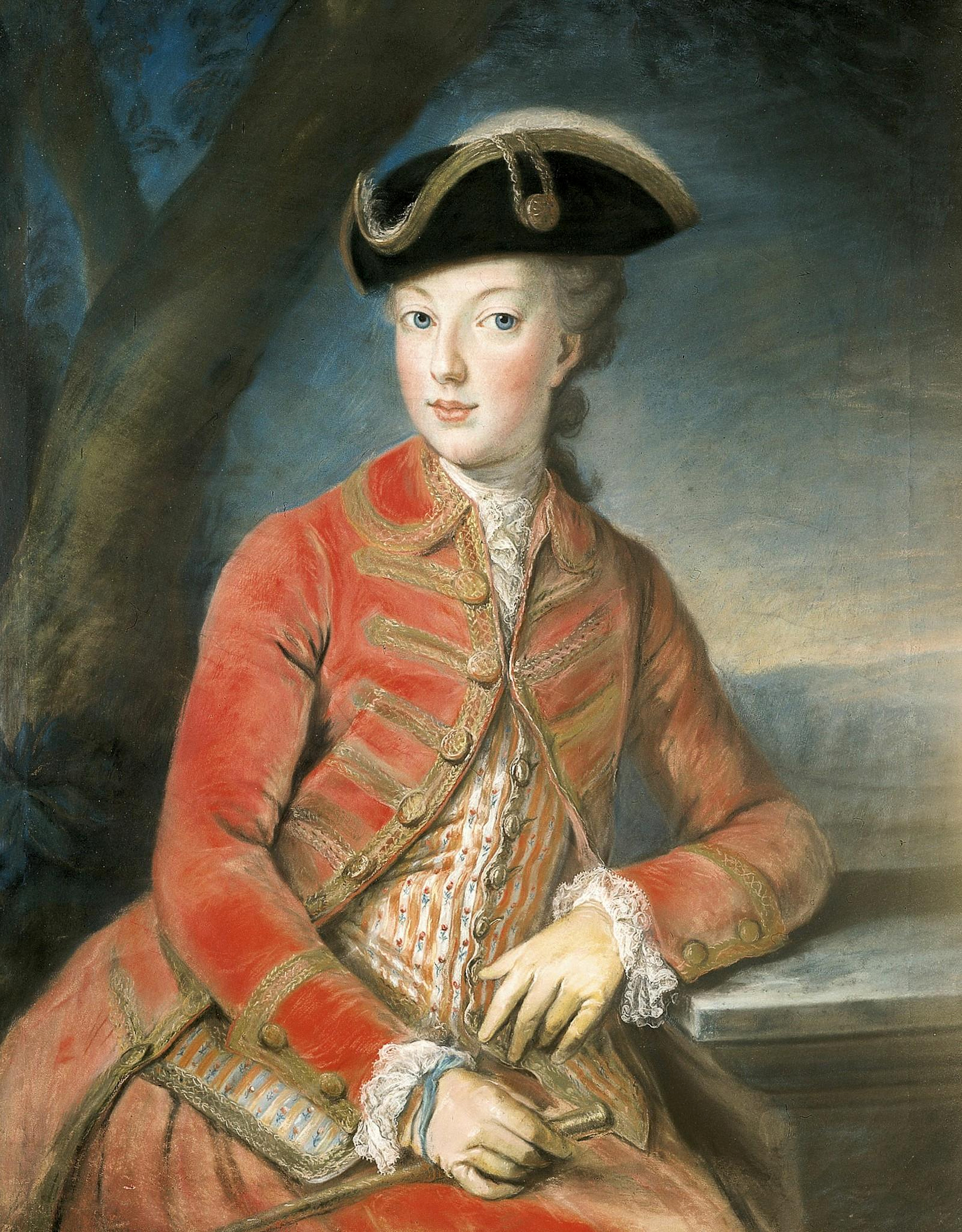
Joseph Kranzinger: Marie-Antoinette en costume de chasse rouge, vers 1772 (Château de Schönbrunn)

Ses parents étaient le pêcheur d'Anzing Georg Kranzinger et sa femme Katharina, un frère aîné Philipp (né en 1722) apprenait le métier de relieur ou tonnelier (allemand : Binder).

### Les jeunes années
En 1762, il était connu comme peintre à Vienne et, de là, il s'est probablement rendu aux Pays-Bas avec son frère. En 1766, il approfondit sa formation à l'Académie de gravure de Vienne, qui fusionne ensuite avec l'Académie des beaux-arts. Fin 1768, il se rend à Paris, où il trouve le soutien de Jean-Georges Wille.

### Le Portraitiste de la Dauphine
En 1769, pour 12 Louis d'or, il est chargé par les Menus-Plaisirs du roi de réaliser un portrait de Marie-Antoinette, basé sur des peintures déjà réalisées à Vienne par Joseph Ducreux:2 et d'autres, et désormais actualisé avec une robe de cour française typique. Le tableau a été gravé par Jean-Charles Le Vasseur (1734-1816), pour être publié sous forme de gravure immédiatement après son mariage avec l'héritier du trône de France le 16 mai 1770. Elle posa ensuite pour lui pour un portrait au pastel en costume d'équitation à la mode envoyé à sa mère Marie-Thérèse à la cour de Vienne, qui avait été attribué par inadvertance à Jean-Étienne Liotard.
En 1805, une recherche officielle est faite pour lui et son frère Philippe en matière d'héritage afin de payer une facture de curatelle, mais il était déjà mort à Versailles en 1775 (paroisse de Notre-Dame), où il avait cherché une modeste chambre comme logement et atelier à proximité du palais:4.